# Baryconus montanus
Baryconus montanus är en stekelart som först beskrevs av Szabó 1971.  Baryconus montanus ingår i släktet Baryconus och familjen Scelionidae. Inga underarter finns listade.